# 皮纳拉伊·维贾扬

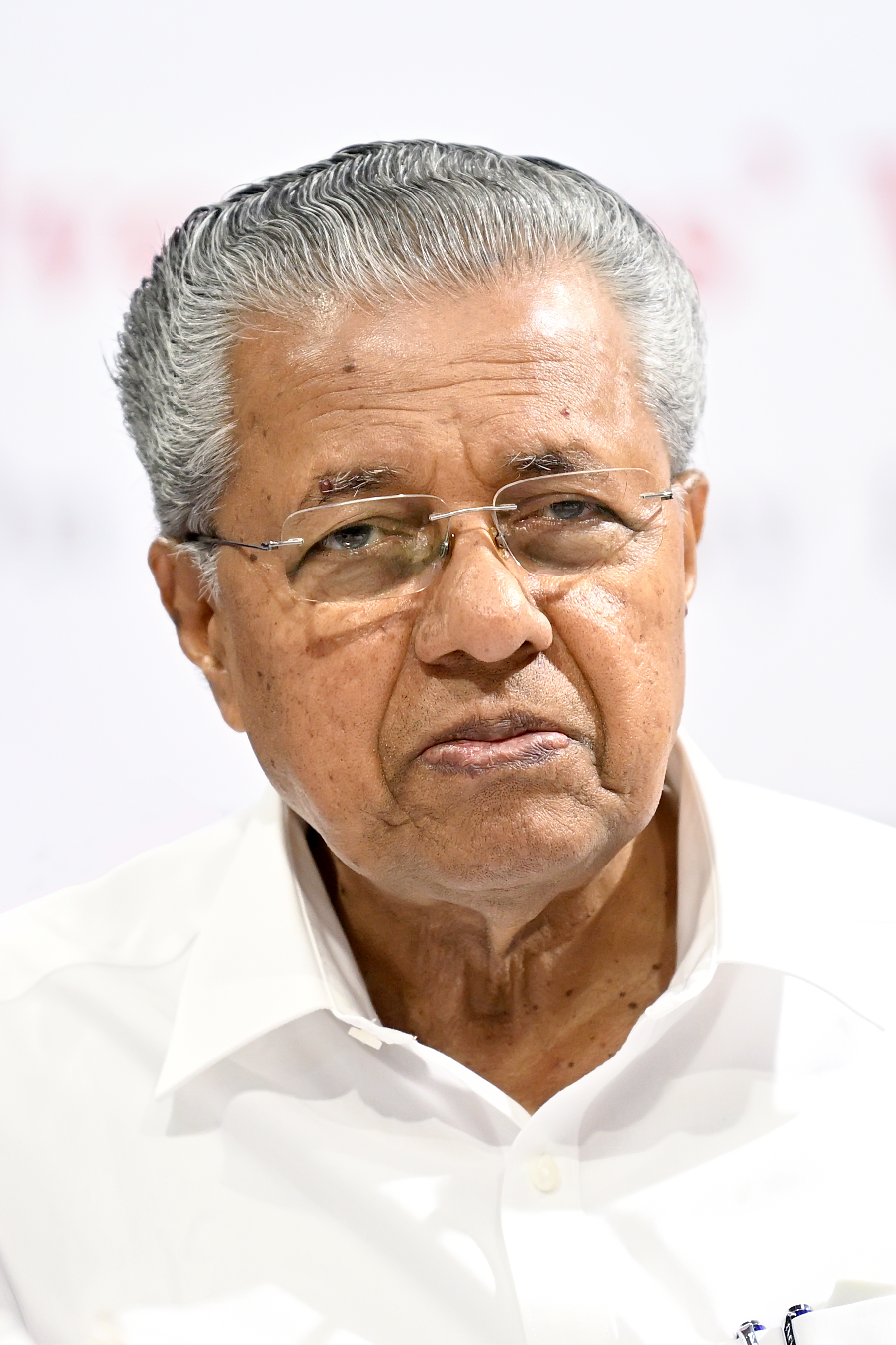
2023年的皮纳拉伊·维贾扬

皮纳拉伊·维贾扬（英語：Pinarayi Vijayan；1945年5月24日—）是一位印度政治家。他出生于英属印度马德拉斯省坎纳诺尔，毕业于布伦南政府学院。2016年5月25日起，任喀拉拉邦首席部长。他是印度共产党（马克思主义）政治局成员，还是印度共产党（马克思主义）喀拉拉邦委员会任职时间最长的书记（1998年—2015年）。